# Lorenzo Morón
Lorenzo Morón Vizcaíno (Marbella, 16 febbraio 1970) è un allenatore di calcio ed ex calciatore spagnolo, di ruolo difensore.

## Biografia
È il padre di Loren, anch'egli calciatore.

## Palmarès

### Giocatore

#### Competizioni nazionali
- Segunda División: 2

CP Mérida: 1994-1995
Siviglia: 2000-2001
- Segunda División B: 1

Atlético Marbella: 1991-1992